# Pniv, Nadvirna
Pniv (în ucraineană Пнів) este localitatea de reședință a comunei Pniv din raionul Nadvirna, regiunea Ivano-Frankivsk, Ucraina.

## Demografie
Componența lingvistică a localității Pniv
     Ucraineană (99,74%)
     Alte limbi (0,26%)
Conform recensământului din 2001, majoritatea populației localității Pniv era vorbitoare de ucraineană (99,74%), existând în minoritate și vorbitori de alte limbi.